# James Morrison (Jazzmusiker)

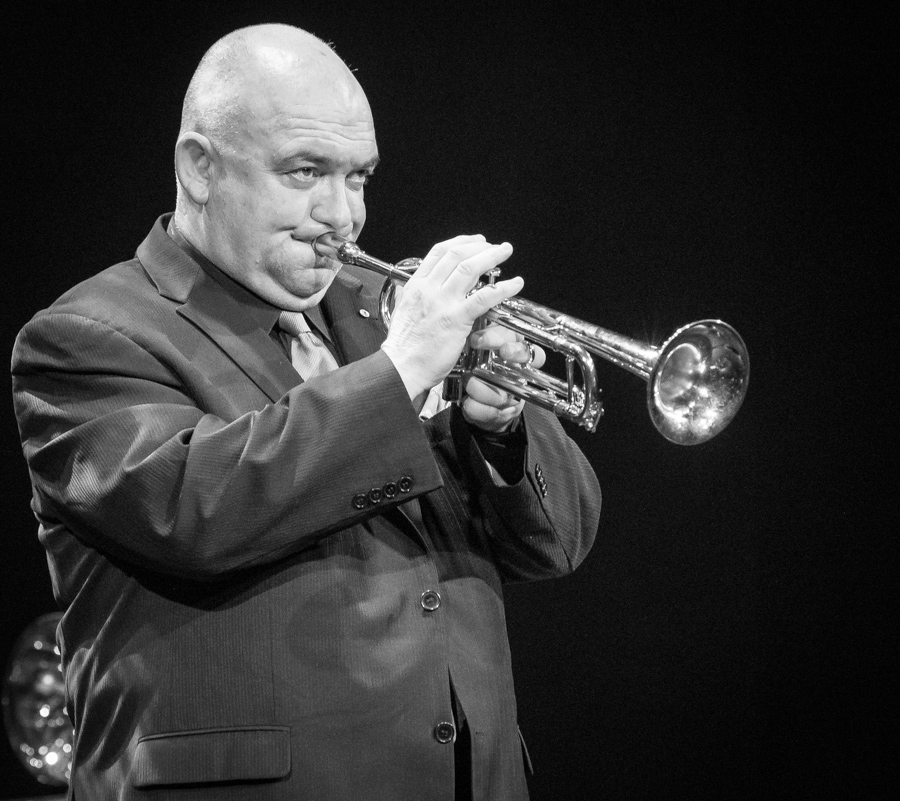
James Morrison (2017)

James Lloyd Morrison AM (* 11. November 1962 in Boorowa, New South Wales, Australien) ist ein australischer Multi-Instrumentalist. Neben der Trompete beherrscht Morrison auch Posaune, Euphonium, Flügelhorn, Saxophon, Klavier und elektronische Trompete. Er gehört heute zu den bedeutenden internationalen Jazz-Trompetern, hat mit vielen großen Jazzmusikern zusammen gespielt und zahlreiche eigene Bandprojekte ins Leben gerufen. In seiner Heimat Australien ist er ein Superstar und engagiert sich dort auch intensiv in der Nachwuchsförderung junger Musiker.

## Leben und Wirken
Morrison lernte mit 7 Jahren, Kornett zu spielen, und trat ab 1971 mit eigenen Gruppen auf. 1975 bis 1980 studierte er am New South Wales Konservatorium in Sydney. 1979 spielte er auf dem Monterey Jazz Festival. 1984 erschien sein Debütalbum A night in Tunisia mit der „Morrison Brothers Big Band“. Im selben Jahr spielte er bei den Olympischen Spielen in Los Angeles. 1987 tourte er in den Vereinigten Staaten mit Red Rodney und 1988 nahm er Live vom Montreux Jazz Festival auf (Swiss Encounter mit Adam Makowicz, Buster Williams, Al Foster). 1989 tourte er mit der Band von Gene Harris. 1990 wurde er in Australien zum Performer of the Year gewählt. 1994 tourte er mit seiner Band „Hot Horn Happening“. 2001 nahm er an der „75. Birthday“-Tour von Ray Brown teil. In Europa war er in den letzten Jahren hauptsächlich mit seinem Bandprojekt On the Edge zu sehen, dem auch der deutsche Komponist und Keyboarder Simon Stockhausen angehört.
1997 wurde er für seine Verdiente um die Musik, insbesondere den Jazz, und die Förderung junger Musiker zum Member des Order of Australia ernannt.

## Diskografie
- 2012: Snappy Too
- 2010: Three's Company – James Morison with Phil Stack and James Muller
- 2010: Feels Like Spring – James Morrison and The Idea of North
- 2007: Christmas
- 2007:  The Other Woman
- 2006: Gospel Collection Volume II
- 2006: 2x2 – James Morrison and Joe Chindamo
- 2005: Gospel Collection
- 2003: On The Edge – with Simon Stockhausen
- 2002: So Far So Good
- 2001: Scream Machine
- 1999: European Sessions
- 1998: Three Minds
- 1998: Quartet
- 1996: Live At The Sydney Opera House – James Morrison with his Big Band
- 1994: Live In Paris – James Morrison and The Hot Horn Happening
- 1993: This Is Christmas
- 1992: Two The Max
- 1991: Manner Dangerous
- 1990: Snappy Doo
- 1989: Swiss Encounter – James Morrison & Adam Makowicz
- 1988: Postcards From Downunder
- 1984: Live At The Winery – James Morrison & The Morrison Brothers Big Bad Band
- 1984: A Night In Tunisia – James Morrison & The Morrison Brothers Big Bad Band

## Filmografie
Drehbuchautor
- 2006: Abominable (Abominable) (Geschichte)

Darsteller
- 2006: Abominable (Abominable) ... als Dr. Seussmeyer

Weitere Auftritte
- 1993: Hey Dad! (Hey Dad..!) ... als er selbst (Fernsehserie, eine Folge)
- 2005: Enough Rope with Andrew Denton ... als er selbst (Fernsehserie, eine Folge)
- 2006: Beyond Tomorrow ... als er selbst (Fernsehserie, eine Folge)
- 2006–2010: 20 to 1 ... als er selbst (Fernsehserie, acht Folgen)
- 2007: Last Call with Carson Daly ... als er selbst (Fernsehserie, eine Folge)
- 2008–2009: Top Gear Australia ... als Moderator (Fernsehserie, neun Folgen)
- 2010: Santo, Sam and Ed’s Cup Fever! ... als er selbst (Fernsehserie, eine Folge)